# Lewis (Katze)
Lewis (geboren 2000 oder 2001) ist der Name einer Hauskatze aus Fairfield, Connecticut, die bekannt wurde, weil sie von einem Gericht unter Hausarrest gestellt wurde. Zu diesem Zeitpunkt war die Katze fünf Jahre alt.

## Hintergrund
Lewis ist eine polydaktyle Angorakatze. In ihrer Nachbarschaft in Fairfields Sunset Circle, kam es gehäuft zu Beschwerden, dass die Katze grundlos Menschen angreifen würde. Sechs Angriffe soll es gegeben haben, wobei nur drei zu einer Anzeige führten. Eine Frau erkannte die Katze bei einer Gegenüberstellung wieder. Ein Tierfänger verhängte ein Kontaktverbot an Lewis. Es war das erste Mal, dass ein solches Verbot gegen ein Tier verhängt wurde. Lewis sollte danach unter Hausarrest gesetzt werden. Zunächst wurden die Ausgangszeiten von Lewis begrenzt und seine Halterin versuchte seine Aggressionen mit Prozac zu behandeln, doch die Katze entwischte immer wieder. In der Zwischenzeit hatte die Nachbarschaft sogar eine Telefonkette organisiert, um sich vor den Attacken der Katze zu schützen.

## Prozess
Lewis’ Besitzerin wurde später verhaftet und angeklagt, gegen das Kontaktverbot verstoßen zu haben. Der Tierfänger änderte die Anklage später auf „Reckless endangerment“ (etwa: „Rücksichtslose Gefährdung“). Die Besitzerin musste sich im April 2006 vor dem Supreme Court in Bridgeport verantworten. Eines der Opfer verklagte die Halterin auf Schadensersatz in der Höhe von 5.000 US-Dollar. Ihr wurde eine Bewährungsstrafe in Aussicht gestellt, wenn sie das Tier einschläfern lassen würde. Stattdessen prozessierte sie, um das Leben der Katze zu retten. Am 23. Mai 2006 wurde erneut Anklage erhoben.
Die Anhörung begann am 20. Juni 2006. Das Gericht entschied schließlich, dass die Katze weiter unter Hausarrest gestellt werden muss. Sie darf seitdem das Haus nur noch verlassen, wenn sie zum Tierarzt gebracht werden muss. Seine Besitzerin erhielt eine zweijährige Bewährung. Alle Anklagen wurden nach einer zweijährigen Probezeit aus ihrer Akte entfernt.

## Mediale Aufmerksamkeit
Dass eine Katze angeklagt und unter Hausarrest gestellt wurde, erregte die Aufmerksamkeit US-amerikanischer und internationaler Medien. Dabei wurden insbesondere die Opfer der Katze mit Häme überzogen, die ein Einschläfern der Katze befürworteten. Um die Katze entwickelten sich mehrere Kampagnen. Die Best Friends Animal Society in Utah bot an, im Falle eines Todesurteils die Katze in ihre Obhut zu nehmen. Auf Myspace wurde eine Fanseite für die Katze eröffnet, auf der T-Shirts verkauft wurden, um die Prozesskosten zu decken. Etwa 500 Kleidungsstücke wurden verkauft.